# Neoserica gressitti
Neoserica gressitti är en skalbaggsart som beskrevs av Frey 1972. Neoserica gressitti ingår i släktet Neoserica och familjen Melolonthidae. Inga underarter finns listade i Catalogue of Life.